# Lac Paca
Le lac Paca, en indonésien danau Paca (prononcer « patcha ») se trouve dans l'île indonésienne de Halmahera, dans les Moluques.